# USS Zahma (IX-63)
USS Zahma (IX-63) – amerykański okręt pomocniczy klasyfikowany jako unclassified miscellaneous vessel. Jedyny okręt w historii United States Navy noszący taką nazwę.
Zwodowano go w 1915 roku. Jednostka weszła do służby w US Navy 26 lutego 1942 roku. Był drewnianokadłubowym keczem z pomocniczym silnikiem. Zaprojektowany przez Bowdoina B. Crowninshielda i zbudowany w 1915 roku. W momencie wejścia USA do I wojny światowej przebadany przez Marynarkę, ale stwierdzono, że nie jest przydatny. 
Przebadany przez pracowników 11. Dystryktu Morskiego na początku 1942 roku. Okręt był w służbie w czasie II wojny światowej. Bazował w San Diego i pełnił rolę okrętu patrolowego.
Wycofany ze służby 13 kwietnia 1943 roku został skreślony z listy jednostek floty 18 lipca 1944 roku.